# Kraftwerk Phú Mỹ
Der Kraftwerkskomplex Phú Mỹ ist eine Kombination mehrere Gaskraftwerke in Vietnam in der Provinz Bà Rịa-Vũng Tàu am Rande der Stadt Phú Mỹ am Fluss Thị Vải. Mit Stand 2014 ist es mit einer installierten Leistung von in Summe 3895 MW das größte Kraftwerk in Vietnam und deckt ca. 40 % des gesamten Strombedarfs des Landes. Das für den Betrieb nötige Erdgas stammt primär aus den Ölfeldern Bạch Hổ und Nam Con Son im südchinesischen Meer.

## Einheiten
Der Kraftwerkskomplex besteht aus mehreren technisch und wirtschaftlich unabhängigen und getrennten Kraftwerkseinheiten, welche neben den technischen Unterschieden unterschiedliche Eigentümer und Betreiber haben. Die Kraftwerkseinheiten werden als Phú Mỹ 1, Phú Mỹ 2-1, Phú Mỹ 2-2, Phú Mỹ 3 und Phú Mỹ 4 bezeichnet.

### Phú Mỹ 1
Die Kraftwerkseinheit besteht aus drei einheitlichen Blöcken und ist als Gas-und-Dampf-Kombikraftwerk (GuD-Kraftwerk) mit einer Gesamtleistung von 1090 MW aufgebaut. Eigentümer und Betreiber ist die Vietnam Electricity.

### Phú Mỹ 2-1
Die Kraftwerkseinheit ist als GuD-Kraftwerk mit einer Leistung von 900 MW aufgebaut. Eigentümer und Betreiber ist die Vietnam Electricity.

### Phú Mỹ 2-2
Die Kraftwerkseinheit ist als GuD-Kraftwerk realisiert und besteht aus zwei Gasturbinen und einer Dampfturbine mit einer Gesamtleistung von 715 MW. Eigentümer und Betreiber ist ein Konsortium bestehend aus Électricité de France und Tepco.

### Phú Mỹ 3
Die Kraftwerkseinheit ist als GuD-Kraftwerk realisiert und besteht aus drei Gasturbinen und zwei Dampfturbine mit einer Gesamtleistung von 740 MW. Eigentümer und Betreiber ist die TNK-BP.

### Phú Mỹ 4
Die Kraftwerkseinheit ist als GuD-Kraftwerk realisiert mit einer Gesamtleistung von 450 MW. Eigentümer und Betreiber ist die Vietnam Electricity.